# Courante

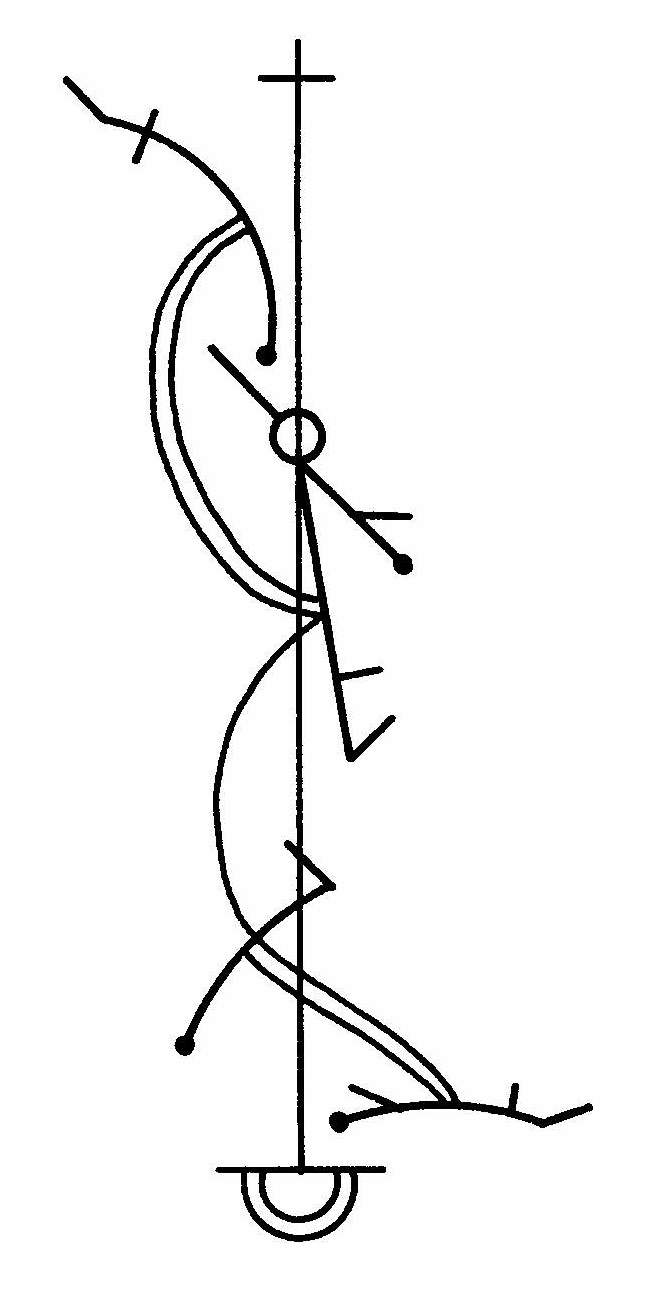
A courante tánc lépéssorozata Beauchamp-Feuillet lejegyzésében, 1700 körül)

A courante, vagy másképp corrente, coranto és corant egy francia illetve olasz hármas lüktetésű társastánc, a késő reneszánsz és a barokk korban népszerű courante egyúttal stilizált táncként a barokk szvitek allemande után következő állandó tétele is lett. A régi saltarello tipusú táncból kialakult courante ritmusának jellegzetessége a negyedes felütés és az ütem első negyedének pontozása.

## Népi tánc
Feltételezhetően a courante eredetileg egy olasz, gyors, futólépésben járt népi tánc volt.

## Gálatánc
A courante futást jelent, a késő reneszánsz korban Thoinot Arbeau 1589-ben megjelent, a késő reneszánsz táncokat leíró munkája, az Orchésographie szerint gyors, futólépésben táncolták. A 16. század végétől a francia udvarban, majd ezután kétszáz éven keresztül az európai arisztokrata bálok népszerű, páros tánca lett. A gálatánc során a táncosok apró előre, hátra történő ugró lépéssel táncolták, kezükkel arcukat hol eltakarva majd karjukat arcuk elől elmozdítva játszották.
A korai udvari táncok során a courante-ot rövid, három pár által udvarlást utánzó pantomim játék is megelőzhette.

## Műzenében

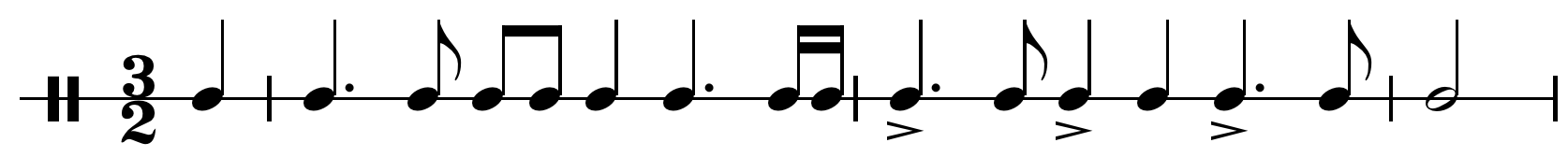
Jellegzetes courante ritmus, pl. 1.

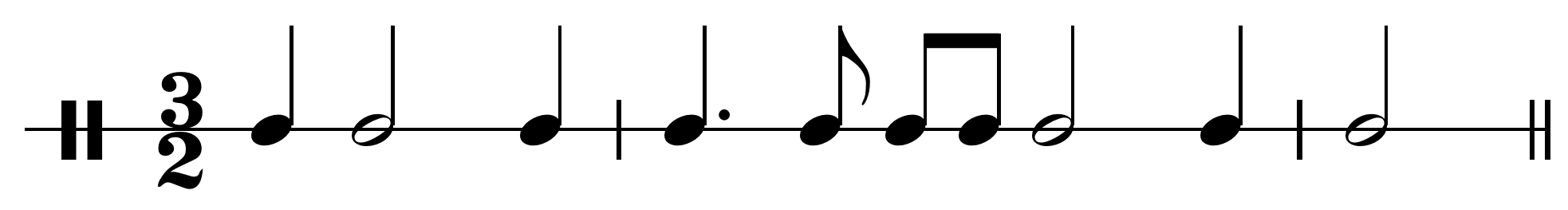
Jellegzetes courante ritmus, pl. 2.

A műzenében a courante bekerült a barokk szvitek stilizált tánctételei közé, ugyanúgy, mint a bálok táncrendjében, azaz közvetlenül az allemande után. A barokk korban a francia  courante lejegyzéstől függően 3/2-es vagy 6/4-es ütemmutatójú, méltóságteljes, a francia táncok között a leglassúbb tánc Mattheson (Der vollkommene Capellmeister, Hamburg, 1739), Quantz és Rousseau leírása szerint. Míg az olasz courante, azaz olaszul corrente, lényegesen gyorsabb 3/8-os vagy 3/4-es ütemmutatójú tánc volt. 

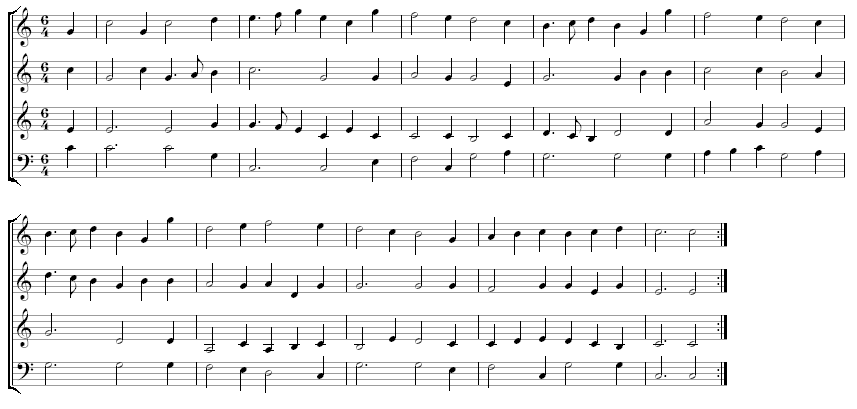
Egy courante kottája Michael Praetoriustól

## Fordítás
Ez a szócikk részben vagy egészben  a   Courante című angol Wikipédia-szócikk ezen változatának fordításán alapul.  Az eredeti cikk szerkesztőit annak laptörténete sorolja fel. Ez a jelzés csupán a megfogalmazás eredetét és a szerzői jogokat jelzi, nem szolgál a cikkben szereplő információk forrásmegjelöléseként.